# Station Twello
Station Twello is een spoorwegstation in de Gelderse plaats Twello aan de spoorlijn Apeldoorn – Deventer. Van 1887 tot 1944 had Twello een station, na de Tweede Wereldoorlog korte tijd een vervangend station en sinds 10 december 2006 beschikt Twello weer over een in gebruik zijnd station.

## Geschiedenis
Het eerste station van Twello was gebouwd in 1886 en werd in 1951 gesloten.
In 2004 stelde de gemeente Voorst voor een nieuw station te bouwen. Na ongeveer twee jaar mocht de bouw beginnen en op 10 december 2006 werd het nieuwe station Twello in gebruik genomen. Dit nieuwe station staat enkele honderden meters ten westen van de oorspronkelijke locatie, een plek met parkeergelegenheid. Tegelijk met station Twello werden in de regio de stations Apeldoorn Osseveld, Apeldoorn De Maten en Voorst-Empe geopend.
In Twello stopt er elk halfuur (in het weekend en in de avonduren na 20:00 uur elk uur) een sprinter op het traject Apeldoorn - Almelo en vice versa. In de spitsuren wordt de trein vanuit Almelo via Hengelo verlengd naar station Enschede.

## Afbeeldingen

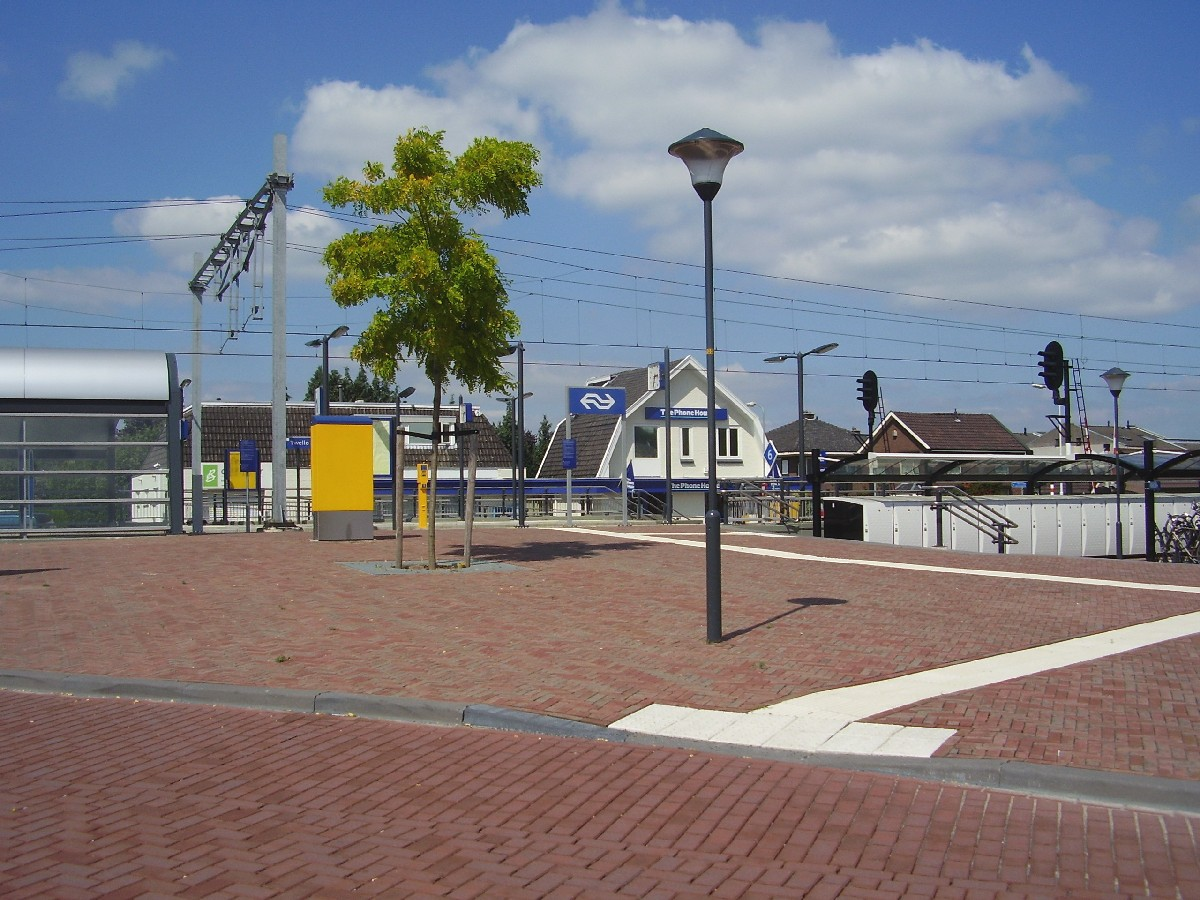
Station in 2007
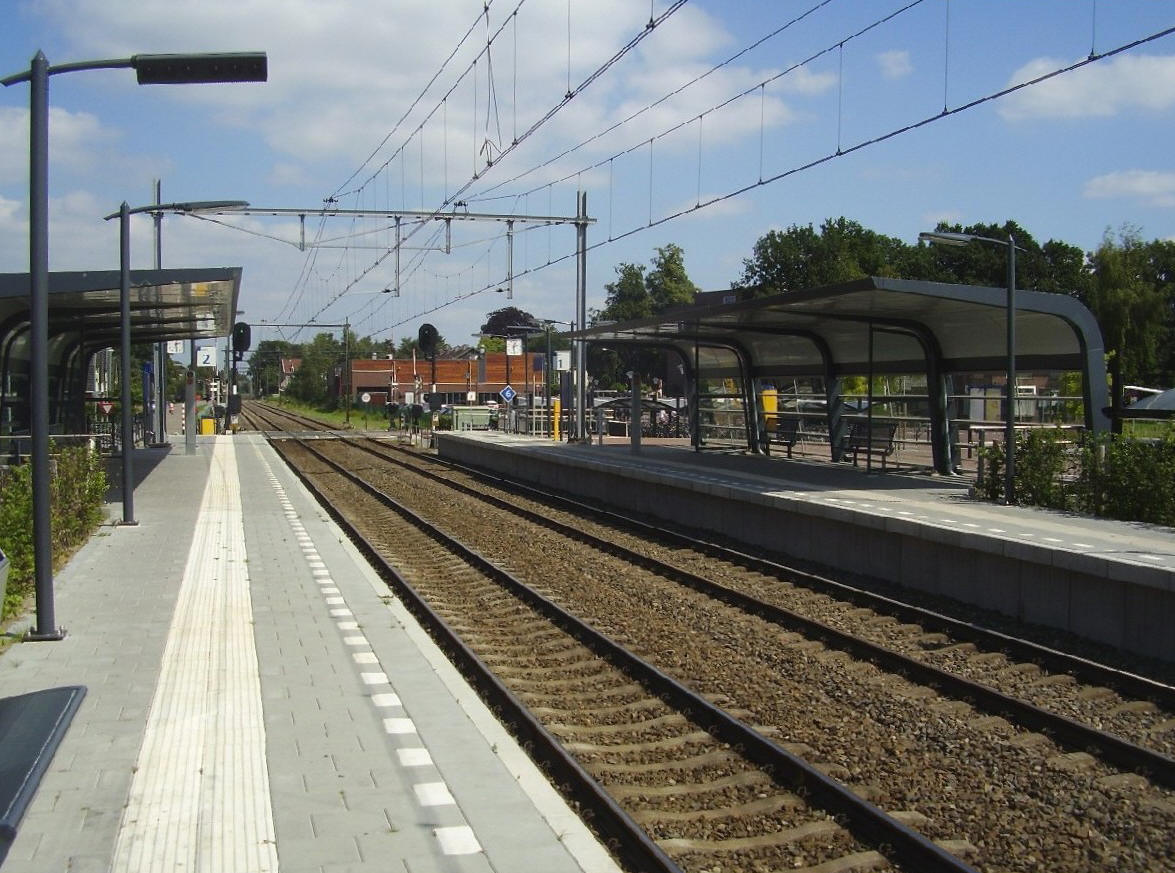
Perrons
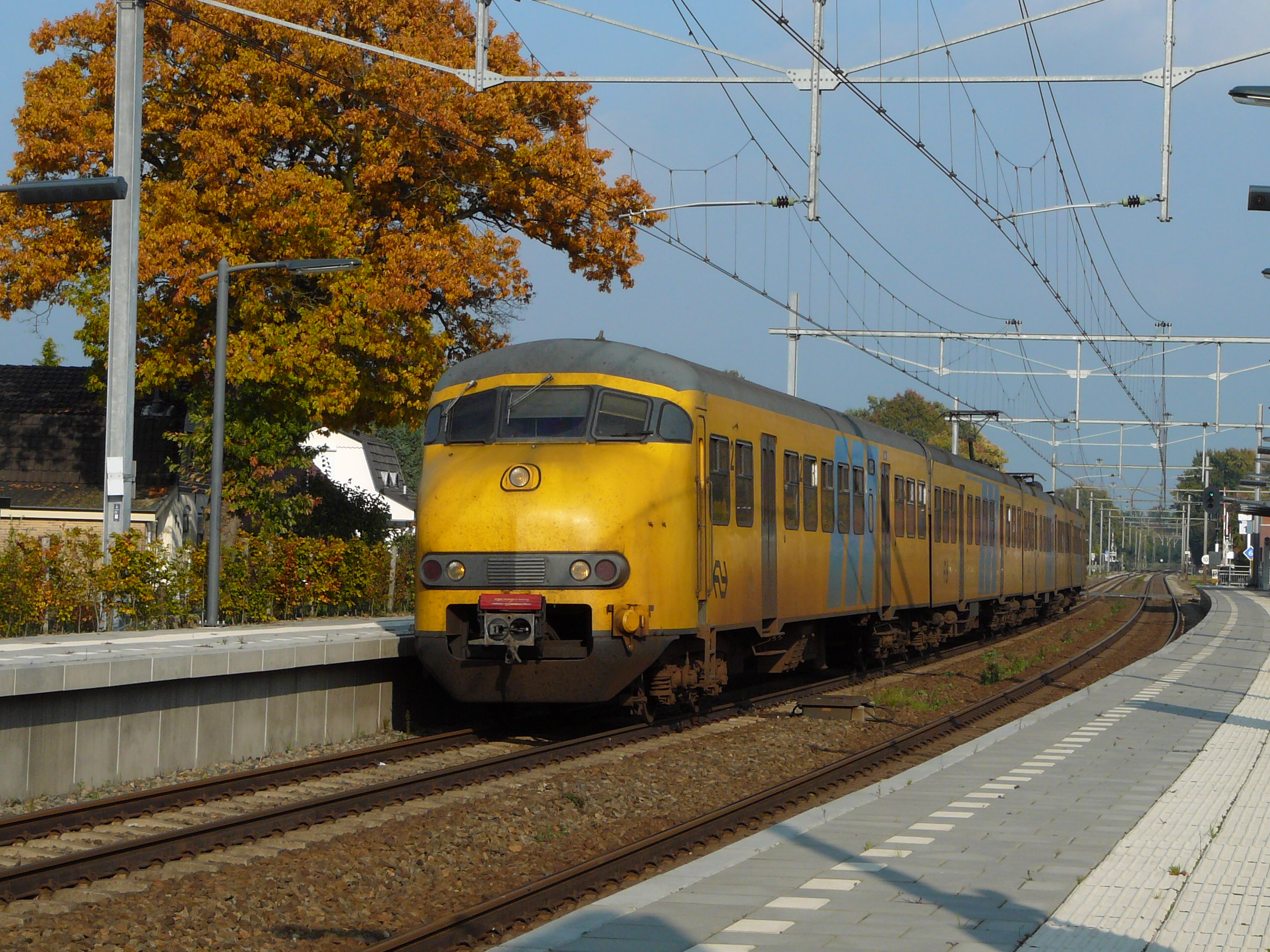
Plan T op het station
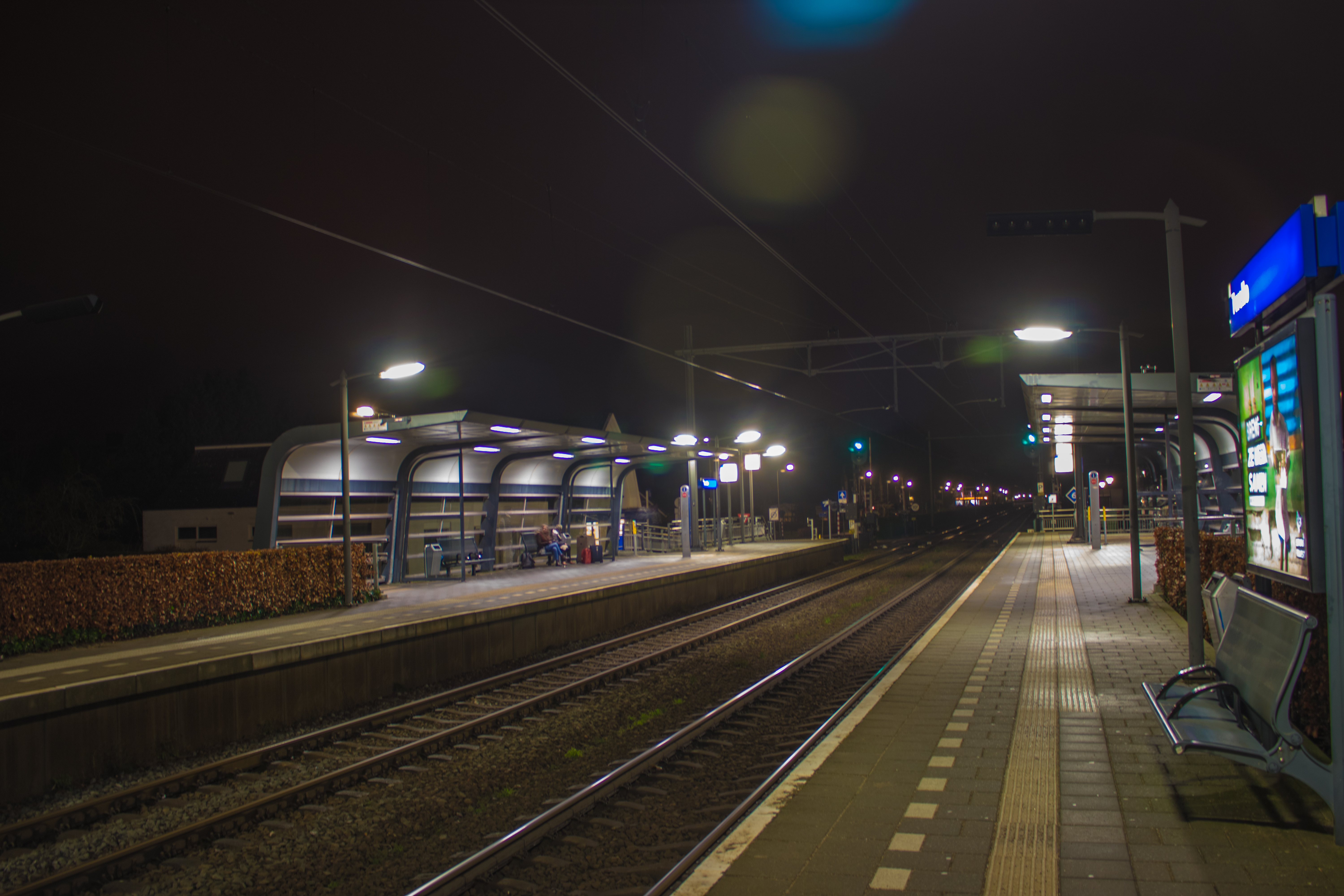
Station Twello, december 2017
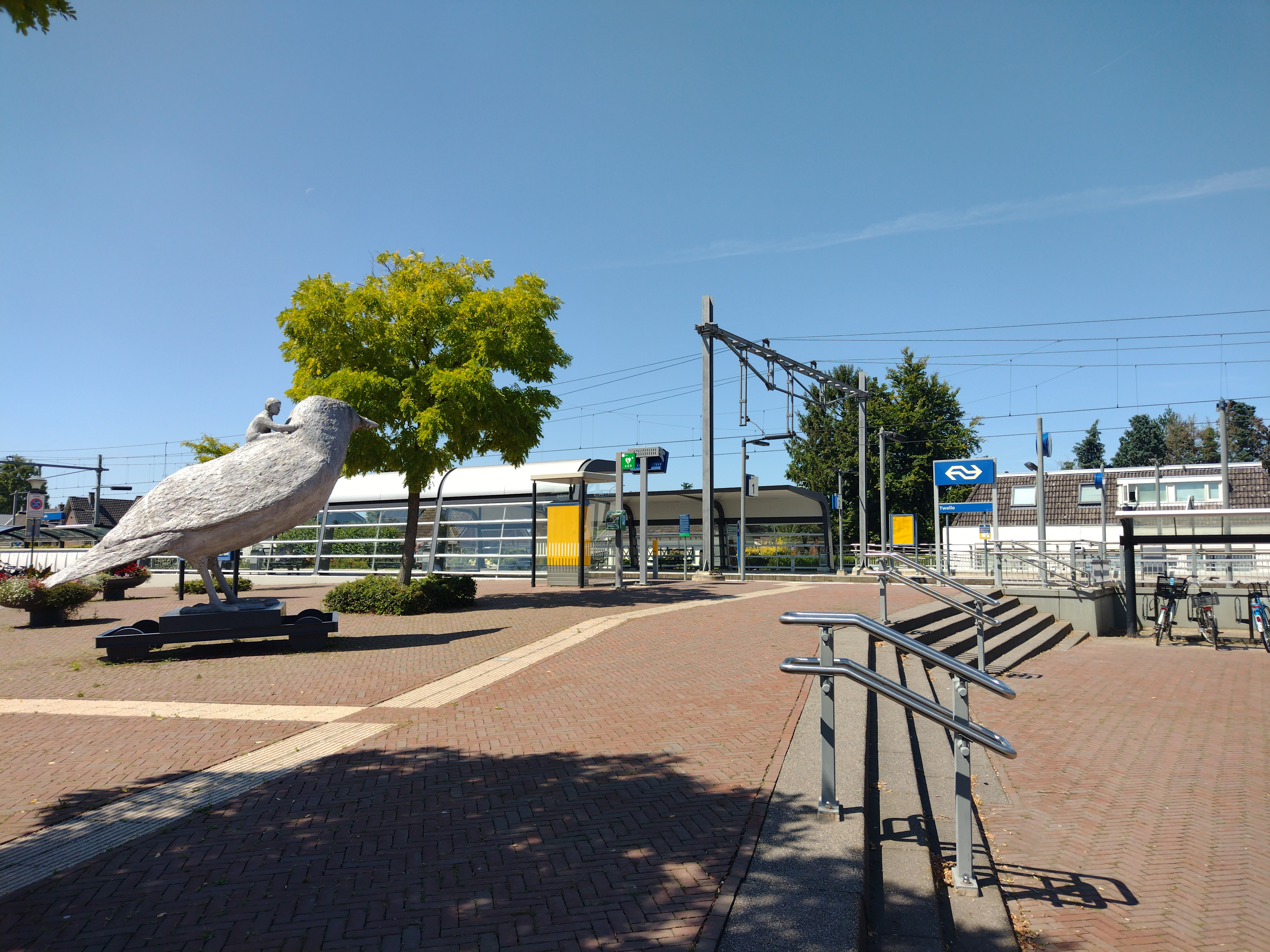
Stationsplein
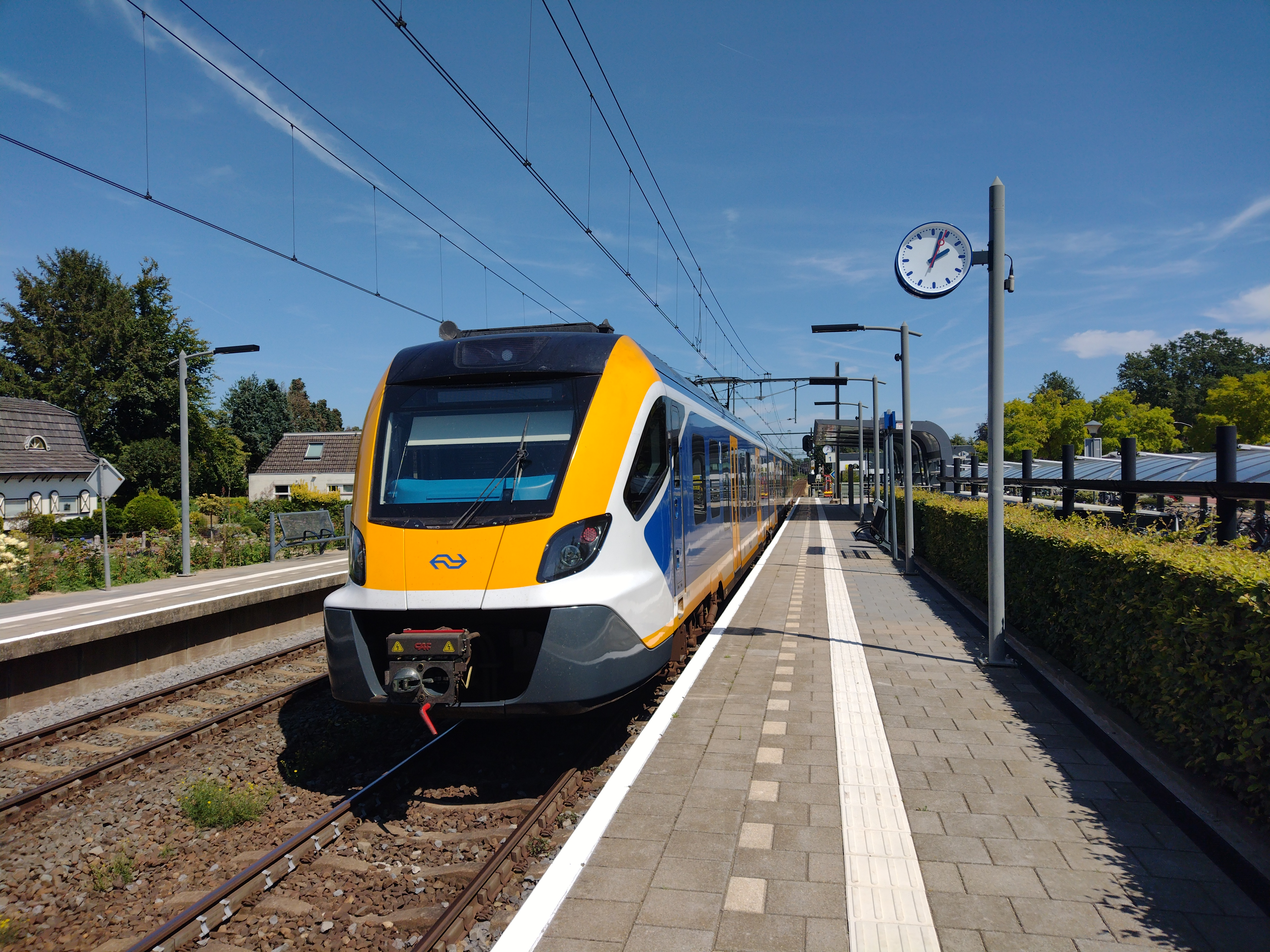
SNG op het station

## Treinverbindingen
De volgende treinserie halteert in de dienstregeling 2025 te Twello:
| Serie | Treinsoort    | Route                                                       | Bijzonderheden                      |
| ----- | ------------- | ----------------------------------------------------------- | ----------------------------------- |
| 7000  | Sprinter (NS) | Apeldoorn – Twello – Deventer – Almelo – Hengelo – Enschede | Rijdt in de spits van/naar Enschede |

## Busverbindingen
De volgende buslijnen rijden van/naar station Twello:
- 15: naar station Apeldoorn
- 170: naar station 't Harde
- 506/508: naar Klarenbeek (ringlijn)
- 507: naar station Voorst-Empe

## Ontwikkeling aantal reizigers
Het aantal door NS vervoerde reizigers (per gemiddelde werkdag) ontwikkelde zich sedert 2019 als volgt:
| Jaar | Aantal reizigers |
| ---- | ---------------- |
| 2019 | 1.508            |
| 2020 | 737              |
| 2021 | 831              |
| 2022 | 1.020            |
| 2023 | 1.147            |
| 2024 | 1.154            |

## Kunst
Op het stationsplein bevindt zich een sculptuur van het Nils Holgersson-personage Akka van Kebnekajse, een werk van Herman Lamers uit 2011.